# 오타와 오디토리움
오타와 오디토리움(영어: Ottawa Auditorium)은 캐나다 온타리오주 오타와에 위치한 실내 경기장이다. 과거 NHL 오타와 세너터스의 홈경기장으로 사용했다.